# Трагічний звіринець
«Трагічний звіринець» — збірка оповідань письменниці Лідії Дмитрівни Зінов'євої-Аннібал, яка була вперше надрукована у 1907 році. Книга зібрала у собі автобіографічні твори Лідії про її дитинство. Безумовно кожна розповідь є не прсто художніми творами — це психологічні нариси про життя. Кожна розповідь несе в собі психологічно-філософські роздуми про гармонію світів природи і людства, поєднання «природно тваринних» інстинктів і високодуховності. Тонкою ниткою через всю книгу проглядається ідея всеосяжної любові і співчуття. Головна героїня, 9-річна дівчинка Віра дивовижно гармонійно поєднала у собі дитячу безпосередність минулого і духовно розвинену усвідомленість вже дорослої авторки.
Збірка складається з 9 розповідей, які можна розглядати як окремі незалежні оповідання, так і цільний літературний твір.

## Вплив на літературні кола
Книга подобалась багатьом письменникам та письменницям тогойдення і вважалась найціліснішою та найдосконалішою серед інших творів Лідії. Вона була однією з улюблених книжок Марини Цвітаєвої. Саме про цю книгу вона написала в своїй «Історії одного присвячення» -
|  | не забыть восхитительной женской книги “Трагический зверинец” |

З приводу збірки оповідань поет Олександр Блок тоді сказав -
|  | Того, что она могла дать русской литературе, мы и вообразить не можем |

Під впливом «Трагічного звіринцю» з'явилися такі твори, як «Небесні верблюжата» Олени Гуро та вірш Велимира Хлєбнікова «Звіринець».